# Prix nationaux de la littérature (Espagne)
Les prix nationaux de la littérature en Espagne (en espagnol : Premios Nacionales de Literatura) sont décernés annuellement par le ministère de la Culture d'Espagne dans différentes modalités des lettres, pour récompenser une œuvre publiée en Espagne. À ne pas confondre donc avec le prix national des lettres espagnoles, qui récompense l'œuvre littéraire complet d'un écrivain espagnol.
Il fait partie des prix nationaux de la culture et se décerne sous les modalités suivantes :
- Prix national de l'essai
- Prix national de littérature dramatique
- Prix national de littérature d'enfance et de jeunesse
- Prix national de littérature narrative
- Prix national de poésie
- Prix national de la jeune poésie

## Histoire

### Prix « Francisco Franco » et « José Antonio Primo de Rivera »
Par ordre du 25 mai 1940 du Ministère du Gouvernement, sont instaurés les prix nationaux annuels de la littérature (en espagnol : Premios Nacionales de Literatura « Francisco Franco » et « José Antonio Primo de Rivera », parallèlement aux prix de journalisme du même nom qui sont décernés depuis 1938. Le prix Francisco Franco est décerné alternativement à un livre d'histoire ou à un ou plusieurs essais ; le prix José Antonio Primo de Rivera récompense lui un roman ou un recueil de poésie.

### Prix « Miguel de Cervantes » et « Menéndez Pelayo »
En 1949 et par ordre du ministère de l'Éducation nationale, le prix « Miguel de Cervantes » est créé pour récompenser les romans (puis les nouvelles), laissant le prix « José Antonio » pour la poésie.
Étant donné que le prix « Francisco Franco » n'a finalement été décerné qu'à des essais politiques, un ordre du ministère de l'Information et du Tourisme (es) de 1955 créée le prix « Menéndez Pelayo » pour les essais historiques, ce qui réserve le prix « Francisco Franco » pour le prix des essais politiques.

### Multiples nouveaux prix
Par la suite, d'autres prix sont créés en 1964, comme le prix « Miguel de Unamuno », destiné aux essais à caractère culturel ou littéraire ; le prix « Calderón de la Barca », destiné aux œuvres de théâtre et le prix « Emilia Pardo Bazán », destiné à la critique littéraire ; puis en 1966, avec le prix « Jacinto Verdaguer », destiné à la poésie en langue catalane ; en 1967 avec le prix « Rosalía de Castro », destiné à la poésie en galicien, et le prix « Azorín », destiné aux livres sur des paysages ou terres d'Espagne ; et en 1968 avec le prix « José María de Iparraguirre », destiné à la poésie en langue basque.

### Unification sous le nom de prix nationaux de la littérature
En 1976, tous les noms sont retirés aux prix, pour ne conserver que les « prix nationaux de la littérature » de chaque type.